# Ponad Staw Turnia
Ponad Staw Turnia (słow. Malý Kvetnicový hrb) – turnia o wysokości 2105 lub 1964 m n.p.m. w słowackich Tatrach Wysokich, w grani bocznej odchodzącej od Małego Gerlacha na południowy wschód. Stanowi ostatnie wybitniejsze wzniesienie w tej grani, niżej rozciąga się zalesiony Gerlachowski Grzebień. Od masywu Ponad Ogród Turni (dokładnie od Niżniej Ponad Ogród Kopki) oddziela ją Ponad Staw Przełączka.
Duże różnice w podawanych wysokościach wynikają prawdopodobnie stąd, że atlas satelitarny Tatr i Podtatrza sytuuje Ponad Staw Turnię w wyższym punkcie grani, a podawaną dla niej wysokością 1964 m oznacza niższy punkt w grzbiecie.
Na wierzchołek Ponad Staw Turni nie prowadzą żadne znakowane szlaki turystyczne, bywa zwiedzana przez taterników, najczęściej przy połączeniu z wejściem na Ponad Ogród Turnię. W dolnej części Żlebu Stolarczyka znajduje się popularny wśród wspinaczy lodowych lodospad Orolin.

## Nazewnictwo
Polskie nazewnictwo Ponad Staw Turni pochodzi od Wielickiego Stawu znajdującego się w Dolinie Wielickiej, ponad którym się znajduje. Forma nazwy pochodzi z gwary podhalańskiej. Nazwa słowacka, podobnie jak w przypadku Ponad Ogród Turni, pochodzi od Wielickiego Ogrodu.

## Historia
Pierwsze wejścia na Ponad Staw Turnię:
- Tytus Chałubiński, Kleczyński, Władysław Markiewicz, Wojciech Roszek, Józef Stolarczyk, W. Urbanowicz, Wojciech Gąsienica Kościelny, Wojciech Roj, Wojciech Ślimak, Szymon Tatar senior i przewodnik z Poronina, 10 września 1874 r. – letnie
- W. Zimann i towarzysz, 17 kwietnia 1927 r. – zimowe[2].